# Trogodesmus nigrescens
Trogodesmus nigrescens är en mångfotingart som beskrevs av Pocock 1895. Trogodesmus nigrescens ingår i släktet Trogodesmus och familjen orangeridubbelfotingar. Inga underarter finns listade i Catalogue of Life.